# Comuna Tinjan, Istria
Tinjan este o comună în cantonul Istria, Croația, având o populație de 1.684 de locuitori (2011).

## Demografie
Componența etnică a comunei Tinjan
     Croați (75,06%)
     Italieni (1,07%)
     Necunoscut (0,36%)
     Neclasificat (23,22%)
Componența confesională a comunei Tinjan
     Catolici (93,88%)
     Fără religie și atei (3,27%)
     Necunoscută (1,72%)
     Alte religii (1,13%)
Conform recensământului din 2011, comuna Tinjan avea 1.684 de locuitori. Din punct de vedere etnic, majoritatea locuitorilor (75,06%) erau croați, existând și minorități de afiliați religios (22,27%) și italieni (1,07%). Apartenența etnică nu este cunoscută în cazul a 0,36% din locuitori. Din punct de vedere confesional, majoritatea locuitorilor (93,88%) erau catolici, cu o minoritate de persoane fără religie și atei (3,27%). Pentru 1,72% din locuitori nu este cunoscută apartenența confesională.